# Carl Friedrich Fintelmann
Carl Friedrich Simon Fintelmann (* 6. Januar 1738 in Senzke; † 23. November 1811 auf der Pfaueninsel bei Potsdam) war ein Königlicher Hofgärtner im Küchengarten von Charlottenburg. Er gilt als Stammvater der Hofgärtner-Dynastie Fintelmann.

## Leben und Wirken

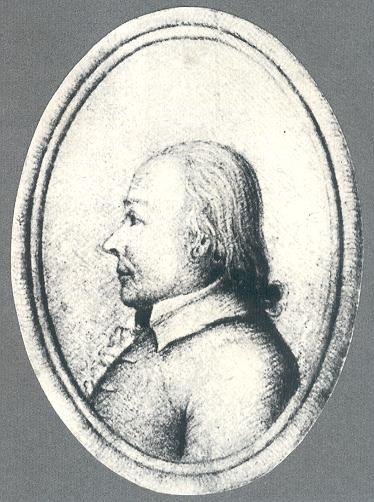
Carl Friedrich Fintelmann, gezeichnet von seinem Sohn Ferdinand Fintelmann

Carl Friedrich Fintelmann war der Sohn des Gärtners der Familie von Bredow in Senzke Joachim Heinrich Fintelmann und der Anna Catharina, geborene Hoffmann. Wie sein Vater erlernte er den Gärtnerberuf und absolvierte nach dessen Tod von 1753 bis 1756 eine Gärtnerlehre beim Hofgärtner Joachim Arndt Saltzmann, der in Charlottenburg den Lustgarten und Küchengarten betreute. In seinem Gesellenbrief wurde ihm von Salzmann bescheinigt, dass er die Hochlöbliche GärtnerKunst gelernet, und also seine LehrJahre Ehrlich Außgestanden, sich auch darinnen Treu, Fleisig und Gehorsam, wie es einem Kunstlibenden LehrJungen gebühret Verhalten, also das ich mit ihm wohl zufrieden gewesen, so habe ich als sein LehrHerr Ihn solcher seiner wohl ausgestandenen LehrZeit halber, de 11ten Nobr. 1756 Hier mit Frey Ledig und Loß gesprochen.
Carl Friedrich Fintelmann blieb in Charlottenburg und wurde 1761 Adjunkt seines inzwischen 70-jährigen Lehrherrn. Damit hatte er Anspruch auf die Nachfolge im Amt und wie es in der Regel üblich war, die Hälfte von dessen Salär. Am 23. August 1764 heiratete Fintelmann Saltzmanns Tochter Anna Dorothea. Aus der Ehe gingen sechs Söhne und eine Tochter hervor:
- Friedrich Wilhelm Julius (1766–1816), Handelsgärtner
- Carl Christian (1767–1848), Kaufmann in Berlin
- Joachim Anton Ferdinand (1774–1863), Hofgärtner auf der Pfaueninsel und Charlottenburg
- Karl Friedrich Simon (1775–1837), Oberförster im Tiergarten

Nach dem Tod Salzmanns 1771 ließ Friedrich II. das Charlottenburger Revier teilen.  Christoph Neumann, der schon vor 1760 die Orangerie leitete, bekam zusätzlich das Lustgartenrevier übertragen und Fintelmann wurde als Hofgärtner in das Küchengartenrevier berufen. 1800 bat er, seinen Sohn Ferdinand als Adjunkt einstellen zu dürfen, der vier Jahre später die Hofgärtnerstelle auf der Pfaueninsel übernahm. Nach der französischen Besatzung in den Jahren 1806 bis 1809, die schwere Eingriffe in der Parkanlage zur Folge hatte, wurde das Gelände des Küchengartens 1810 verkauft. Der 72-jährige Fintelmann zog daraufhin zu seinem Sohn auf die Pfaueninsel, wo er 1811 starb. Seine letzte Ruhe fand er auf dem Friedhof in Stolpe.